# Sergio Gendler
Sergio Fabián Gendler (Buenos Aires, 2 de marzo de 1966-ibidem, 13 de junio de 2019) fue un periodista deportivo argentino, reconocido por su extensa carrera como especialista de deportes en el noticiero Telenoche y su asociación con otros medios como Fox Sports Latinoamérica, Radio Mitre y La 100.

## Carrera
Hijo de Félix Gendler, periodista egresado del Círculo de Periodistas Deportivos.
Gendler inició su carrera en el periodismo en la agencia de noticias Noticias Argentinas, convirtiéndose más adelante en el especialista de deportes del noticiero Telenoche (1996-2014), donde se desempeñó durante 22 años. Allí trabajo con periodistas como Mónica Cahen D'Anvers, César Mascetti, Santo Biasatti y María Laura Santillán, cubriendo eventos deportivos como ligas locales de fútbol, copas continentales y mundiales de fútbol. Abandonó el Canal 13 en agosto de 2014 tras una colaboración de más de veinte años.
También se desempeñó en Todo Noticias cómo conductor de TN Deportivo, La patria deportiva y Toda Pasión.
Entrevistó a Riquelme cuando éste anunció sus dos retiros de la selección Argentina, tanto en el año 2006 como en 2009.
Acto seguido ingresó en la cadena Fox Sports Latinoamérica integrando la mesa de discusión del programa Fox Sports Radio con Sebastián Vignolo, Diego Latorre y Marcelo Benedetto, entre otros. Al mismo tiempo fue columnista radial para Radio Mitre y La 100 FM.

## Fallecimiento
En el año 2000 fue diagnosticado con la enfermedad de Crohn. Falleció en la madrugada del 13 de junio de 2019 a raíz de un cáncer intestinal que le había sido diagnosticado seis meses antes. Sus restos fueron inhumados en el Cementerio Israelita de La Tablada el día 14 de junio de 2019.